# Schwerer Wehrmachtschlepper
Pour les articles homonymes, voir SWS.
Le Schwerer Wehrmachtschlepper (Tracteur lourd pour l'armée), plus couramment appelé sWS, était un semi-chenillé non-blindé produit à 381 unités de décembre 1943 à septembre 1944, et utilisé par la Wehrmacht principalement comme véhicule cargo ou comme tracteur d'artillerie, mais aussi comme ambulance rudimentaire avec brancards alignés sous une bâche maintenue par des cadres d'arceaux. Il en existait des versions :
- semi-blindées portant un canon antiaérien Flak 43 de 37 mm,
- entièrement blindées nommées « Panzerwerfer 42 », transportant un lance-roquette multiple à dix tubes de 15 cm, à ne pas confondre avec les « Panzerwerfer 42 » de même calibre, mais sur châssis de SdKfz 4 Opel Maultier.

Le but pour les concepteurs du sWS était de produire un véhicule peu coûteux, avec train de roulement chenillé en acier brut ; toit de cabine mou ; ridelles en bois…
Le sWs fut produit en série aux usines Büssing-NAG de Berlin, et aux usines Ringhofer-Tatra en Tchécoslovaquie.

## Sources
- Encyclopédie des armes. Editions ATLAS 1980/82 : « Semi-chenillés 1939-1945 ».

- (en) Cet article est partiellement ou en totalité issu de l’article de Wikipédia en anglais intitulé « Schwerer Wehrmachtschlepper » (voir la liste des auteurs).